# 14 Dywizja Piechoty (LWP)
14 Dywizja Piechoty (14 DP) – związek taktyczny piechoty ludowego Wojska Polskiego.
Dywizja sformowana została w okresie od marca do lipca 1945, w Bydgoszczy, Świeciu i Chełmnie. W działaniach bojowych udziału nie wzięła, pozostając w odwodzie Naczelnego Dowództwa Wojska Polskiego. 1 lipca 1945 roku została podporządkowana dowódcy Poznańskiego Okręgu Wojskowego. Jej oddziały wzięły udział w walkach z oddziałami UPA

## Skład organizacyjny
| Nazwa jednostki                                    | Miejsce stacjonowania |
| -------------------------------------------------- | --------------------- |
| Dowództwo                                          | Bydgoszcz             |
| 45 pułk piechoty                                   | Bydgoszcz             |
| 47 pułk piechoty                                   | Fordon                |
| 49 pułk piechoty                                   | Koronowo              |
| 36 pułk artylerii lekkiej                          | Bydgoszcz             |
| 17 dywizjon artylerii przeciwpancernej SU-76       | Bydgoszcz             |
| 41 batalion saperów                                | Bydgoszcz             |
| 21 batalion łączności                              | Bydgoszcz             |
| 17 batalion sanitarny                              | Bydgoszcz             |
| szkolna kompania strzelecka                        | Bydgoszcz             |
| 7 kompania karabinów maszynowych przeciwlotniczych | Bydgoszcz             |
| 17 kompania obrony przeciwgazowej                  | Bydgoszcz             |
| 22 samochodowa kompania Podwozu                    | Bydgoszcz             |
| 14 kompania rozpoznawcza                           | Bydgoszcz             |
| 28 ambulans weterynaryjny                          | Bydgoszcz             |
| Ruchomy warsztat taborowo-mundurowy                | Bydgoszcz             |
| 30 piekarnia polowa                                | Bydgoszcz             |
| 3244 wojskowa stacja pocztowa                      | Bydgoszcz             |
| 2128 kasa polskiego banku państwowego              | Bydgoszcz             |

## Zmiany organizacyjne i dyslokacyjne
W połowie 1946 roku dywizja została dyslokowana na Podlasie i rozmieszczona w garnizonach: Siedlce – Dowództwo 14 DP, 45 pułk piechoty, 36 pułk artylerii lekkiej, 17 dywizjon artylerii przeciwpancernej i 35 kompania łączności, Biała Podlaska – 47 pułk piechoty, Włodawa – 49 pułk piechoty, Puławy – 41 batalion saperów.
W kwietniu 1949 roku zmieniono podporządkowanie pułków w 3 DP i 14 DP. Dowódcy 3 DP podporządkowano 45 Pułk Piechoty ze składu 14 DP, a dowódcy 14 DP podporządkowano 9 Pułk Piechoty ze składu 3 DP. W tym samym roku dywizję ponownie przeniesiono na Pomorze i podporządkowano dowódcy 1 Korpusu Piechoty (Armijnego). W 1951 przeniesiono dywizję na etaty dywizji piechoty typu A. W tym okresie dowództwo dywizji stacjonowało w Wałczu, a poszczególne oddziały w Szczecinku, Pile i Złotowie.
Wiosną 1957 roku, w ramach kolejnej redukcji, rozformowano ją.

### Miejsce stacjonowania sztabu dywizji
JW 2483
- Bydgoszcz (do 1946)
- Siedlce, ul. Piłsudskiego 67 (do 1949)
- Wałcz, ul. Bohaterów Stalingradu 14/16 (do 1957)

## Żołnierze dywizji
Dowódcy dywizji :
- płk Józef Sielecki (1945–1947)
- cz. p.o. płk dypl. Romuald Sidorski
- gen. bryg. Stanisław Galicki
- płk Aleksander Struc
- płk Stanisław Russijan
- ppłk Stanisław Olechnowicz
- ppłk Michał Stryga (1952-1955)
- płk dypl. Józef Kolasa (1956–1957)

## Jednostki 14 Dywizji Piechoty
- JW 2483 – Dowództwo 14 DP (1945–1957)
- JW 1572 – 9 pułk piechoty (1949–1957)
- JW 3579 – 43 pułk piechoty (1952–1957)
- JW 3576 – 45 pułk piechoty (1946–1949)
- JW 2513 – 47 pułk piechoty (1945–1952)
- JW 3584 – 49 pułk piechoty (1945–1957)
- JW (bn) – pluton samochodów pancernych (1946–1948)
- JW 2128 – 20 pułk czołgów i artylerii pancernej (1954–1957)
- JW 2524 – 36 pułk artylerii lekkiej (pa; 1945–1957)
- JW 5100 – 132 pułk artylerii lekkiej (1953–1955)
- JW 2659 – 17 dywizjon artylerii przeciwpancernej (1945–1957)
- JW (bn) – pluton dowodzenia dowódcy artylerii (1955–1957)
- JW (bn) – 8 bateria artyleryjskiego rozpoznania pomiarowego (1955–1957)
- JW (bn) – 7 bateria przeciwlotnicza (1949–1950)
- JW 1841 – 30 dywizjon artylerii przeciwlotniczej (1951–1955)
- JW 1841 – 104 pułk artylerii przeciwlotniczej (1955–1957)
- JW 3587 – 41 batalion saperów (1945–1957)
- JW (bn) – 19 kompania rozpoznawcza (Zwiadu; 1951–1955)
- JW 1200 – 8 batalion rozpoznawczy (1955–1957)
- JW 2483a – 35 kompania łączności (1946–1949)
- JW 1870 – 35 batalion łączności (1949–1957)
- JW (bn) – (49) kompania sztabowa (1955–1957)
- JW (bn) – 18 kompania obrony przeciwchemicznej (1949–1957)
- JW 1187 – (14) dywizyjny punkt zaopatrzenia (1955–1957)
- JW (bn) – pluton samochodowo–transportowy (1949–1951)
- JW 5553 – 56 batalion samochodowo – transportowy (1955–1957)
- JW 1107 – 55 ruchomy warsztat naprawy sprzętu artyleryjskiego (1955–1957)
- JW 1925 – (37) ruchomy warsztat naprawy samochodów Nr 37
- 74 kompania samochodowa (1951–1955)
- JW 1052 – 39 Batalion Medyczno–Sanitarny (1955–1957)